# Varaita
Die Varaita ist ein etwa 100 km langer Fluss in der Provinz Cuneo in der Region Piemont, nordwestliches Italien.
Der Fluss entspringt in den Cottischen Alpen an der Westflanke des Monte Viso (3841 m), wo auch der Po seine Quellen hat. Von dort wendet er seinen Lauf nach Süden und durchfließt das nach ihm benannte Tal Valle Varaita in östlicher Richtung.
Nach etwa 50 km verlässt die Varaita das Gebirge und ändert ihre Richtung gen Norden. Bei Casalgrasso, etwa 30 km südlich von Turin, mündet sie als erster größerer rechtsseitiger Zufluss in den Po.
Größere Orte am Flusslauf sind Pontechianale, Casteldelfino und Sampeyre im oberen Drittel, Frassino, Melle, Brossasco und Costigliole Saluzzo am Mittellauf, sowie Lagnasco, Scarnafigi und Moretta in der Poebene.
Das Einzugsgebiet der Varaita grenzt im Norden an das des Po und im Süden an das des Maira. Die drei Flüsse verlaufen nahezu parallel im Abstand von nur 5–10 km. Das Abflussregime der Varaita entspricht dem eines typischen Torrente in den Alpen: im Frühjahr führt der Fluss die größte Wassermenge, in den Sommermonaten die geringste Wassermenge. Typisch ist auch eine große Geschiebefracht. Über das ganze Jahr hinweg erreicht die Varaita eine durchschnittliche Abflussmenge von etwa 15 m³/s.